# Eddie Kaye
Edwin Richard "Eddie" Kaye (Lancaster, 28 december 1926 - Fort Myers, 2 mei 2013) was een Amerikaanse jazz-tenorsaxofonist.
Kaye begon op zijn dertiende saxofoon te spelen. Hij verhuisde later naar Buffalo, waar hij zijn muzikale loopbaan invulde in lokale clubs en dansgelegenheden. In Copa Casino leidde hij de huisband en begeleidde hij grote sterren als Dizzy Gillespie, Gerry Mulligan, Ella Fitzgerald, Sarah Vaughan en Peggy Lee. Midden jaren vijftig maakte hij onder eigen naam plaatopnames voor Mercury.